# Aphis berlinskii
Aphis berlinskii är en insektsart. Aphis berlinskii ingår i släktet Aphis och familjen långrörsbladlöss. Inga underarter finns listade i Catalogue of Life.